# 深裂树萝卜
深裂树萝卜（学名：Agapetes lobbii）为杜鹃花科树萝卜属下的一个种。

## 扩展阅读
- 維基物種上的相關：深裂树萝卜